# Luis F. de Armas

Luis F. de Armas (n. 3 de enero de 1945 (80 años), La Esperanza) (abreviado Armas) es un aracnólogo cubano con contribuciones a la taxonomía de diferentes grupos de arácnidos. Sus trabajos se enfocan principalmente en taxonomía y diversidad de escorpiones (Scorpiones) y esquizómidos (Schizomida) de Centroamérica, Suramérica y el Caribe, sin embargo ha publicado trabajos sobre fauna de diferentes órdenes de arácnidos e isópodos, incluyendo Solifugae, Ricinulei, Opiliones, Amblypygi, Thelyphonida entre otros.
Trabaja en el Instituto de Ecología y Sistemática de La Habana y es miembro de la Academia de Ciencias de Cuba.

## Especies nombradas en su honor
- Sphaerodactylus armasi Schwartz & Garrido, 1974
- Mexobisium armasi Muchmore, 1980
- Cubazomus armasi (Rowland & Reddell, 1981)
- Drymusa armasi Alayón, 1981
- Carios armasi (de la Cruz & Estrada-Peña, 1995)
- Luisarmasius Reddell & Cokendolpher, 1995
- Arucillus armasi Pérez-González & Vasconcelos, 2003
- Didymocentrus armasi Teruel & Rodríguez, 2008
- Cubanops armasi Sánchez-Ruiz, Platnick & Dupérré, 2010
- Buthacus armasi Lourenço, 2013

## Algunos taxones descritos
- Alayotityus Armas, 1973
- Alayotityus delacruzi Armas, 1973
- Alayotityus granma Armas, 1984
- Alayotityus juraguaensis Armas, 1973
- Alayotityus nanus Armas, 1973
- Alayotityus sierramaestrae Armas, 1973
- Antillostenochrus  Armas & Teruel, 2002
- Antillostenochrus alejandroi  (Armas, 1989)
- Antillostenochrus cokendolpheri  Armas & Teruel, 2002
- Antillostenochrus gibarensis  Armas & Teruel, 2002
- Antillostenochrus holguin  Armas & Teruel, 2002
- Antillostenochrus subcerdoso  Armas & Teruel, 2002
- Antillotrecha Armas, 1994
- Antillotrecha fraterna Armas, 1994
- Antillotrecha iviei Armas, 2002
- Antillotrecha disjunctodens Armas & Teruel 2005
- Antillotrecha guama Armas & Teruel 2005
- Belicenochrus Armas & Víquez, 2010
- Belicenochrus peckorum Armas & Víquez, 2010
- Belicenochrus pentalatus Armas & Víquez, 2010
- Centruroides alayoni Armas, 1999
- Centruroides anchorellus Armas, 1976
- Centruroides arctimanus (Armas, 1976)
- Centruroides bani Armas & Marcano Fondeur, 1987
- Centruroides baracoae Armas, 1976
- Centruroides fallassisimus Armas & Trujillo, 2010
- Centruroides farri Armas, 1976
- Centruroides hoffmanni Armas, 1996
- Centruroides jaragua Armas, 1999
- Centruroides luceorum Armas, 1999
- Centruroides marcanoi Armas, 1981
- Centruroides orizaba Armas & Martin-Frias, 2003
- Centruroides platnicki Armas, 1981
- Centruroides robertoi Armas, 1976
- Centruroides sissomi Armas, 1996
- Centruroides tuxtla Armas, 1999
- Centruroides underwoodi Armas, 1976
- Cokendolpherius Armas, 2002
- Cokendolpherius ramosi Armas, 2002
- Guanazomus Teruel & Armas, 2002
- Guanazomus armatus Teruel & Armas, 2002
- Heteronochrus Armas & Víquez, 2010
- Heteronochrus estor Armas & Víquez, 2010
- Konetontli acapulco (Armas & Martin-Frias, 2001)
- Konetontli nayarit (Armas & Martin-Frias, 2001)
- Mastigoproctus ayalai Viquez & Armas, 2007
- Mastigoproctus pelegrini Armas, 2000
- Mayacentrum  Víquez & Armas, 2006
- Mayacentrum guatemalae  Víquez & Armas, 2006
- Mayacentrum pijol  Víquez & Armas, 2006
- Opisthacanthus brevicauda Rojas-Runjaic, Borges & Armas, 2008
- Phrynus cozumel Armas, 1995
- Phrynus decoratus Teruel & Armas, 2005
- Phrynus eucharis Armas & Perez Gonzalez, 2001
- Phrynus garridoi Armas, 1994
- Phrynus hispaniolae Armas & Perez Gonzalez, 2001
- Phrynus hoffmannae Armas & Gadar, 2004
- Phrynus kennidae Armas & Perez Gonzalez, 2001
- Phrynus maesi Armas, 1995
- Phrynus noeli Armas & Perez, 1994
- Phrynus palenque Armas, 1995
- Phrynus panche Armas & Angarita Arias 2008
- Phrynus pinero Armas & Avila Calvo, 2000
- Phrynus pseudoparvulus Armas & Viquez, 2001
- Piaroa villarreali Armas & Delgado-Santa, 2012
- Pseudocellus pachysoma Teruel & Armas, 2008
- Ravilops Viquez & Armas, 2005
- Ravilops wetherbeei (Armas, 2002)
- Reddellzomus Armas, 2002
- Reddellzomus cubensis Armas, 2002
- Tityopsis Armas, 1974
- Tityopsis aliciae Armas & Frías, 1998
- Tityopsis inaequalis (Armas, 1974)
- Valeriophonus Viquez & Armas, 2005
- Wayuuzomus Armas & Colmenares, 2006
- Wayuuzomus gonzalezspongai Armas & Colmenares, 2006

## Abreviatura (zoología)
La abreviatura Armas  se emplea para indicar a Luis F. de Armas como autoridad en la descripción y taxonomía en zoología.

- Datos: Q941130
- Especies: Luis Florencio de Armas Chaviano